# Avenue Q
Avenue Q – amerykański musical w dwóch aktach pomysłu i autorstwa Roberta Lopeza i Jeffa Marxa (muzyka, teksty piosenek) stworzony przy współpracy z Jeffem Whittym (scenariusz) i Jasonem Moore’em (reżyseria). Premiera musicalu miała miejsce w marcu 2003 w Nowym Jorku w Vineyard Theatre (Off-Broadway). W lipcu 2003 przedstawienie zostało przeniesione na Broadway do John Golden Theatre, gdzie było wystawiane do września 2009 roku. Avenue Q zdobyło Nagrodę Tony dla najlepszego musicalu w 2004 roku i z 2534 spektaklami zajmuje 22. miejsce na liście najdłużej wystawianych musicali na Broadwayu. Doczekało się wielu inscenizacji na całym świecie, w tym m.in. w latach 2005–2010 było wystawiane na West Endzie. Premiera w Polsce odbyła się 4 października 2014 roku w Teatrze Muzycznym w Gdyni.
Tematem musicalu opartego na własnych doświadczeniach autorów jest wchodzenie w dorosłość pokolenia wychowanego na Ulicy Sezamkowej – zderzenie wpajanych w dzieciństwie przekonań o własnej wyjątkowości i rozbudzonych oczekiwań z rzeczywistością dorosłego życia. Cechą charakterystyczną musicalu jest połączenie w ramach jednego przedstawienia postaci-lalek z postaciami granymi przez aktorów.

## Akcja
Miejsce: fikcyjna ulica gdzieś na przedmieściach Nowego Jorku.

### Akt I
Princeton, świeżo upieczony absolwent college’u, ze zniecierpliwieniem poszukuje celu życiowego. Najpierw jednak musi znaleźć mieszkanie i pracę, nie posiadając żadnego doświadczenia zawodowego a jedynie stopień licencjata z anglistyki („What Do You Do with a B.A. in English?”). Poszukiwania mieszkania rozpoczyna na Avenue A, ale dopiero na Avenue Q jest w stanie wynająć lokum na miarę swoich skromnych możliwości finansowych. Jego nowymi sąsiadami zostają: pomoc przedszkolna Kate Monster; chorobliwie pedantyczny zwolennik Republikanów, bankowiec Rod; jego rozlazły współlokator Nicky; Brian niedoszły komik zwolniony ostatnio z kolejnej pracy; Christmas Eve, japońska narzeczona Briana i terapeutka bez pacjentów; Trekkie Monster, gburowaty samotnik spędzający czas na serfowaniu w Internecie w poszukiwaniu pornografii oraz Gary Coleman, niegdyś sławny aktor dziecięcy, obecnie zmuszony trudną sytuacją materialną do bycia dozorcą. Wśród przyjaciół wywiązuje się kłótnia o to, czyje życie jest bardziej nieudane („It Sucks to Be Me”).
Heteroseksualny Nicky podejrzewa, że Rod – mimo zaprzeczeń – jest gejem i postanawia go zapewnić o swojej pełnej aprobacie („If You Were Gay”).
Princeton znajduje szczęśliwą jednocentówkę i postanawia zintensyfikować poszukiwania swojego życiowego celu („Purpose”). Kate marzy o otwarciu placówki dla „futrzaków” – szkoły „Monstersori” (Metoda Montessori). Princeton niewinnie pyta Kate czy ona i Trekkie są spokrewnieni, skoro oboje są potworami. Kate uznaje tę uwagę za rasistowską. Princeton wycofując się, wytyka Kate, że jej pomysł szkoły dla potworów też może zostać odebrany jako dyskryminujący – wobec nie-potworów. Zgadzają się ostatecznie, że każdy jest odrobinkę rasistą (“Everyone’s a Little Bit Racist”).
Princeton otrzymuje pieniądze od rodziców. Bad Idea Bears, czarujący sprawcy wielu kłopotów (nomen omen Misie Złe Pomysły), przekonują go do przeznaczenia rodzicielskiego wsparcia na piwo. Przełożona Kate, pani Thistletwat powierza Kate samodzielne poprowadzenie lekcji następnego dnia w przedszkolu. Dla Kate jest to pierwsza szansa na wykazanie się jako pedagog. Postanawia więc opowiedzieć przedszkolakom o Internecie i jego wspaniałych walorach edukacyjnych. Jednak Trekkie Monster pokazuje jej ciemne oblicze tego medium – wielu dorosłych w sieci poszukuje głównie pornografii („The Internet is for Porn”).
Princeton ofiarowuje Kate w prezencie przygotowaną przez siebie składankę muzyczną. W doborze utworów Kate próbuje doszukać się ukrytej wiadomości na temat jego zamiarów wobec siebie. Ostatecznie uznaje, że Princeton darzy ją sympatią („Mixtape”). I już wkrótce okazuje się, że ma rację – zostaje zaproszona na randkę do Around the Clock Café. Brian, pełniący w lokalu funkcję konferansjera, początkowo zabawia klientów pieprznym stand-upem („I’m Not Wearing Underwear Today”), by następnie przedstawić Lucy the Slut, uwodzicielską piosenkarkę znaną ze swobodnego prowadzenia się, która oczarowuje męską część widowni swoim numerem kabaretowym („Special”). Bad Idea Bears namawiają Kate i Princetona na „nieszkodliwy” drink Long Island Iced Tea i sugerują Princetonowi zaciągnięcie upojonej alkoholem Kate do łóżka.
Kate i Princeton oddają się entuzjastycznemu, głośnemu seksowi. Gary otrzymuje skargi na ich donośne pojękiwania, odmawia jednak interwencji („You Can Be as Loud as the Hell You Want When You’re Makin’ Love”). Tymczasem, Rod słyszy jak Nicky mówi przez sen „Kocham Cię, Rod”; jest szczęśliwy, ale wkrótce uświadamia sobie, że to był tylko jego własny sen. Kate i Princeton wyznają sobie miłość i Princeton ofiarowuje Kate swoją szczęśliwą jednocentówkę („Fantasies Come True”).
Następnego ranka, Kate cierpiąca z powodu potężnego kaca opuszcza tak wyczekiwaną wcześniej lekcję. Pani Thistletwat robi jej o to awanturę i Kate sama rezygnuje z pracy zanim zostanie wyrzucona. Christmas Eve sama za siebie i Briana podejmuje decyzje o małżeństwie. Na przyjęciu weselnym, Nicky dzieli się swoimi podejrzeniami co do homoseksualizmu Roda. Wściekły Rod twierdzi, że ma dziewczynę o imieniu Alberta w Vancouver („My Girlfriend Who Lives in Canada”) i wyrzuca Nicky’ego ze wspólnego mieszkania.
Kiedy Kate łapie bukiet Christmas Eve (wróżba rychłego zamążpójścia), Princeton zwierza się ze swoich obaw przed formalnym związkiem. Proponuje Kate pozostanie przyjaciółmi. Zagniewana Kate stwierdza, że przyjaciół ma już wystarczająco dużo i zrywa z Princetonem („There’s a Fine, Fine Line”).

### Akt II
Po rozstaniu z Kate przygnębiony Princeton przesiaduje w swoim mieszkaniu rezygnując całkowicie z życia towarzyskiego. Sąsiadom udaje się go w końcu namówić na wspólne wyjście („There is Life Outside Your Apartment”). Szukająca przygód Lucy uwodzi podnoszącego się po porażce Princetona. Kate jest wściekła, ale Christmas Eve uświadamia jej, że złość oznacza to, że wciąż kocha Princetona („The More You Ruv Someone”). Kate pisze więc liścik do Princetona z prośbą o spotkanie w Empire State Building, ale Lucy, której powierza list w celu dostarczenia adresatowi, postanawia wiadomość zniszczyć.
Pozbawiony dachu nad głową Nicky żali się Gary’emu ze swojego położenia. Ten jednak z rozbrajającą szczerością przyznaje, że czerpie radość obserwując żałosne położenie swojego rozmówcy („Schadenfreude”).
Na tarasie widokowym Empire State Building, Kate, przekonana o tym, że Princeton zignorował jej wiadomość, wyrzuca otrzymaną od niego szczęśliwą jednocentówkę. Moneta spada z wysokości stu pięter i uderza w głowę spacerującą akurat Piątą Aleją Lucy, powodując jej uraz głowy.
Kate i Princeton bez powodzenia próbują pojednać się w szpitalu nad łóżkiem Lucy. Rod odrzuca przeprosiny Nicka, mimo oczywistego uczucia tęsknoty do przyjaciela, o którym głęboko przejęty informuje Christmas Eve. Princeton, Kate i Nicky marzą o powrocie do szczęśliwych, studenckich czasów („I Wish I Could Go Back to College”).
Princeton ofiarowuje bezdomnemu, żebrzącemu Nicky’emu ćwierćdolarówkę i dzięki temu gestowi wzbudza w sobie euforyczne poczucie szlachetności. Ponieważ dotychczasowa postawa myślenia wyłącznie o sobie doprowadziła go donikąd, postanawia zrobić coś dla kogoś innego – zebrać pieniądze, by spełnić marzenie Kate o stworzeniu przyjaznej szkoły dla potworów. Nagabuje wszystkich, łącznie z widzami (zburzenie czwartej ściany) („The Money Song”), ale z rozczarowującym rezultatem. Z pomocą przychodzi Trekkie Monster, przywołując swoje traumatyczne przeżycia z czasów szkolnych, ofiarowuje 10 milionów dolarów, oświadczając osłupiałym sąsiadom: „Na niepewnym rynku, jedyną pewną inwestycją jest pornografia!” („School for Monsters/The Money Song (Reprise)”)
Podekscytowana Kate otwiera szkołę. Brian otrzymuję pracę konsultanta, a Christmas Eve wreszcie zdobywa upragnionego klienta – Roda, dzięki czemu małżonkowie mogą przeprowadzić się do lepszej dzielnicy. Rod w końcu przyznaje, że jest gejem i pozwala Nicky’emu wrócić do mieszkania. Nicky znajduje Rodowi chłopaka – Ricky’ego, swojego umięśnionego sobowtóra. The Bad Idea Bears zostają wyznawcami scjentologii. Lucy, po powrocie do zdrowia, staje się gorliwą chrześcijanką i składa śluby czystości. Kate i Princeton dają sobie jeszcze jedną szansę („There’s a Fine, Fine Line (Reprise)”).
Na Avenue Q pojawia się nowy lokator – absolwent college’u przywodzący na myśl zagubionego Princetona z początku historii („What Do You Do with a BA in English (Reprise)”). Princeton doznaje olśnienia: może jego celem życiowym jest zebranie własnych doświadczeń w formie Broadwayowskiego musicalu! Wszyscy, łącznie z nowo przybyłym, natychmiast wytykają niedorzeczność tego pomysłu. Razem dochodzą do wniosku, że być może Princetonowi, podobnie jak większości ludzi, celu życiowego nigdy nie uda się odnaleźć. Należy pogodzić się z tym, co życie przynosi, pamiętając o tym, że wszystko co dobre i złe – łącznie z samym życiem – jest tylko „na razie” („For Now”).

## Postaci
| Postać (oryg.)  | Postać (wersja polska) | Rodzaj | Opis postaci                                                                          |
| --------------- | ---------------------- | ------ | ------------------------------------------------------------------------------------- |
| Princeton       | Żaczek Przyjemniaczek  | lalka  | świeży absolwent college’u, wytrwale poszukuje swojego celu życiowego                 |
| Kate Monster    | Katka Kudłatka         | lalka  | przedszkolanka, marzy o miłości i własnej szkole dla potworów                         |
| Trekkie Monster | Kudłaty                | lalka  | niezbyt rozgarnięty potwór-samotnik, miłośnik internetowej pornografii                |
| Rod             | Maks                   | lalka  | pracownik bankowy, gej ukrywający swoją seksualność, zakochany w swoim współlokatorze |
| Nicky           | Tomek                  | lalka  | bezrobotny obibok, współlokator i obiekt skrywanej miłości i westchnień Roda          |
| Brian           | Edzio                  | osoba  | niedoszły komik bez szczęścia do pracy, chłopak Christmas Eve                         |
| Christmas Eve   | Anna Maria             | osoba  | japońska imigrantka, terapeutka bez klientów, dziewczyna Briana                       |
| Gary Coleman    | Piotr S.               | osoba  | aktor dziecięcy, ograbiony z majątku przez krewnych, dozorca na Avenue Q              |
| Lucy The Slut   | Ludka Prostytutka      | lalka  | piosenkarka lekkich obyczajów                                                         |
| Mrs Thistletwat | Pani S.                | lalka  | apodyktyczna przełożona Kate                                                          |
| Bad Idea Bears  | Misie Patysie          | lalki  | misie, których rad nie należy słuchać                                                 |

## Piosenki
| Akt I - „The Avenue Q Theme” – Wszyscy - „What Do You Do with a B.A. in English?” – Princeton - „It Sucks to Be Me” – Brian, Kate Monster, Rod, Nicky, Christmas Eve, Gary Coleman i Princeton - „If You Were Gay” – Nicky i Rod - „Purpose” – Princeton i reszta (przez „śpiewające pudełka”) - „Everyone’s a Little Bit Racist” – Princeton, Kate, Gary, Brian i Christmas Eve - „The Internet Is for Porn” – Kate, Trekkie Monster, Brian, Gary Coleman, Rod i Princeton - „Mix Tape” – Kate i Princeton - „I’m Not Wearing Underwear Today” – Brian - „Special” – Lucy - „You Can Be as Loud as the Hell You Want (When You’re Makin’ Love)” – Gary, The Bad Idea Bears, Princeton, Kate i reszta - „Fantasies Come True” – Rod, Kate, Nicky i Princeton - „My Girlfriend, Who Lives in Canada” – Rod - „There’s a Fine, Fine Line” – Kate | Akt II - „It Sucks to Be Me” (Reprise) – Princeton - „There is Life Outside Your Apartment” – Brian, Princeton, Christmas Eve, Gary, Nicky, Trekkie Monster, Lucy i reszta - „The More You Ruv Someone” – Christmas Eve i Kate - „Schadenfreude” – Gary i Nicky - „I Wish I Could Go Back to College” – Kate, Nicky i Princeton - „The Money Song” – Nicky, Princeton, Gary, Brian i Christmas Eve - „School for Monsters” – Trekkie Monster i inni - „The Money Song” (Reprise) – Nicky, Princeton, Gary, Brian i Christmas Eve - „There’s a Fine, Fine Line” (Reprise) – Princeton i Kate - „What Do You Do With a B.A. in English?” (Reprise) – Nowy - „For Now” – Wszyscy |

### Instrumentacja
Musical został napisany na bas, bębny/perkusję, gitary, instrumenty dęte i elektroniczne instrumenty klawiszowe.

## Obsada

### Obsady zagraniczne

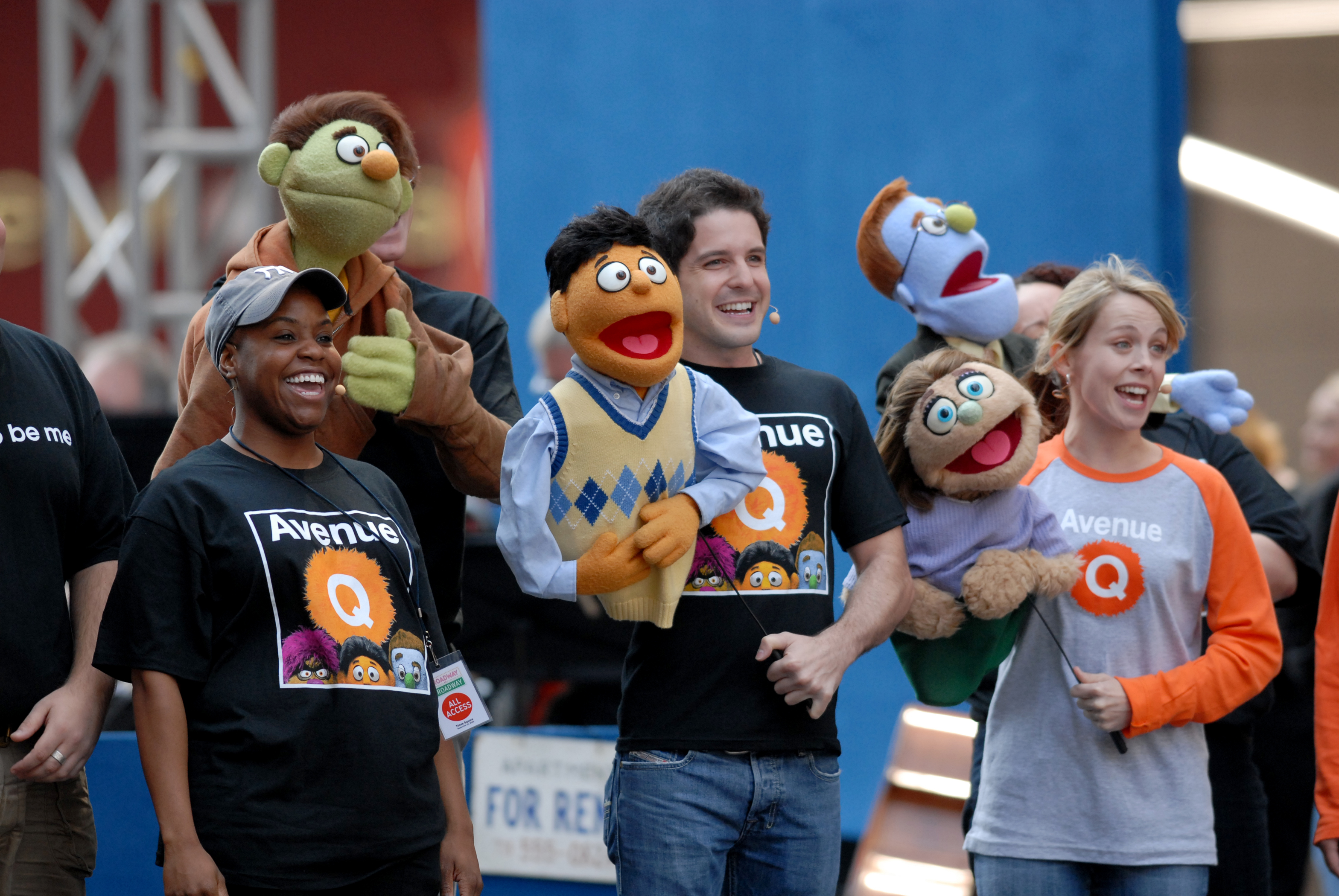
Obsada Avenue Q na Broadwayu

| Postać                      | Oryginalna obsada Broadway | Oryginalna obsada Londyn |
| --------------------------- | -------------------------- | ------------------------ |
| Princeton/Rod               | John Tartaglia             | Jon Robyns               |
| Kate Monster/Lucy           | Stephanie D’Abruzzo        | Julie Atherton           |
| Nicky/Trekkie/Bad Idea Bear | Rick Lyon                  | Simon Lipkin             |
| Gary Coleman                | Natalie Venetia Belcon     | Giles Terera             |
| Christmas Eve               | Ann Harada                 | Ann Harada               |
| Brian                       | Jordan Gelber              | Sion Lloyd               |
| Mrs. T/Bad Idea Bear        | Jennifer Barnhart          | Clare Foster             |

### Wersja polska
| Postać                   | Oryginalna obsada Gdynia                                | Oryginalna obsada Poznań                  |
| ------------------------ | ------------------------------------------------------- | ----------------------------------------- |
| Żaczek Przyjemniaczek    | Krzysztof Wojciechowski                                 | Maksymilian Pluto-Prądzyński Emil Lipski  |
| Katka Kudłatka           | Maja Gadzińska                                          | Aleksandra Daukszewicz Urszula Laudańska  |
| Anna Maria               | Magdalena Smuk                                          | Dagmara Rybak Olena Yakymchuk             |
| Edzio                    | Marcin Słabowski                                        | Przemysław Łukaszewicz Maciej Ogórkiewicz |
| Piotr S.                 | Katarzyna Wojasińska                                    | Oksana Hamerska Joanna Rybka              |
| Maks                     | Mateusz Deskiewicz                                      | Patryk Bartoszewicz Tobiasz Szafraniak    |
| Tomek                    | Artur Guza                                              | Patryk Kośnicki Bartosz Sołtysiak         |
| Ludka Prostytutka        | Karolina Trębacz                                        | Anna Lasota Anita Urban-Wieczorek         |
| Kudłaty                  | Sasza Reznikow                                          | Seweryn Wieczorek Wiesław Paprzycki       |
| Misie Patysie/Romek/Nowy | Wojciech Daniel                                         | Maciej Badurka Kacper Jędrzejewski        |
| Misia Patysia            | -                                                       | Denisa Jarczak-Kaczmarska Iga Klein       |
| Pani S.                  | Ireneusz Maciejewski Błażej Piotrowski Karolina Trębacz | Lucyna Winkel Iwona Kotzur                |